# Uraí
Uraí ist ein brasilianisches Munizip im Nordosten des Bundesstaats Paraná. Es hat 10.406 Einwohner (2022), die sich Uraienser nennen. Seine Fläche beträgt 238 km². Es liegt 429 Meter über dem Meeresspiegel. Uraí ist Teil der Metropolregion Londrina.

## Etymologie
Uraí ist die Guarani-Bezeichnung für eine Pflanze, aus der die Eingeborenen das Pfeilgift Curare gewannen. Die ersten Bewohner von Uraí waren großenteils Japaner. Sie wollten der Kolonie einen echten brasilianischen Namen geben. Sie kamen zu dem Schluss, dass uraí einer der Begriffe war, die am engsten mit den Ureinwohnern der Region verbunden war.

## Geschichte

### Besiedlung
Das Land, auf dem sich heute die Stadt Uraí befindet, gehörte der Gesellschaft Nambei Tochi Kabushiri Kaisha. Es war Teil des Gebiets der Gemeinde Assaí.
Im Mai 1936 kam eine Gruppe japanischer Siedler unter der Leitung von Manjiro Watanabe, dem damaligen Geschäftsführer des Unternehmens, in der Region an. Sie gründeten eine Siedlung, die den Namen Colônia Pirianito erhielt. Dank der Fruchtbarkeit des Bodens entwickelte sich die Siedlung rasch.
Die Region Uraí verfügte über dichte Wälder, die eine umfangreiche Holzausbeutung ermöglichten, um den lokalen Markt und hauptsächlich den Export zu versorgen. Nach dem Holzzyklus kam der Kaffeezyklus, gefolgt vom Anbau von Ramie, der der Region in den 1980er Jahren den Namen Capital Mundial do Rami (Welthauptstadt der Ramie) einbrachte.
Im Jahr 1943 wurde die Colônia Pirianito unter dem Namen Uraí zum Distrikt des Munizips Assaí erhoben und 1947 zu einer autonomen Gemeinde.

### Erhebung zum Munizip
Uraí wurde durch das Staatsgesetz Nr. 2 vom 10. Oktober 1947 aus Assaí ausgegliedert und in den Rang eines Munizips erhoben. Es wurde am 4. November 1947 als Munizip installiert.

## Geografie

### Fläche und Lage
Uraí liegt auf dem Terceiro Planalto Paranaense (der Dritten oder Guarapuava-Hochebene von Paraná). Seine Fläche beträgt 238 km². Es liegt auf einer Höhe von 429 Metern.

### Vegetation
Das Biom von Uraí ist Mata Atlântica.

### Klima
In Uraí herrscht tropisches Klima. Die meisten Monate im Jahr sind durch Niederschläge gekennzeichnet. Es gibt lediglich eine kurze Trockenzeit. Die Klimaklassifikation nach Köppen und Geiger lautet Am. Im Jahresdurchschnitt liegt die Temperatur bei 22,0 °C. Innerhalb eines Jahres gibt es 1424 mm Niederschlag.

### Gewässer
Uraí liegt im Einzugsgebiet des Rio Tibaji. Dessen rechter Nebenfluss Rio Congonhas bildet die gesamte östliche Grenze des Munizips mit Cornélio Procópio.

### Straßen
Uraí liegt an der BR-369 von Londrina nach Ourinhos im Staat São Paulo. Diese kreuzt sich hier mit der PR-442, die Assaí im Süden mit Assis im Staat São Paulo im Norden verbindet. 

### Nachbarmunizipien
| Rancho Alegre | Sertaneja                                   | Leópolis               |
| Jataizinho    | Kompassrose, die auf Nachbargemeinden zeigt | Cornélio Procópio      |
|               | Assaí                                       | Nova América da Colina |

## Stadtverwaltung
Bürgermeister: Angelo Tarantini Filho, MDB (2021–2024)
Vizebürgermeister: William Xavier, PSL (2021–2024)

## Demografie

### Bevölkerungsentwicklung
| Jahr | Einwohner | Stadt | Land |
| ---- | --------- | ----- | ---- |
| 1950 | 18.828    | 23 %  | 77 % |
| 1960 | 24.650    | 28 %  | 72 % |
| 1970 | 18.401    | 36 %  | 64 % |
| 1980 | 13.974    | 51 %  | 49 % |
| 1991 | 13.299    | 69 %  | 31 % |
| 2000 | 11.876    | 77 %  | 23 % |
| 2010 | 11.472    | 82 %  | 18 % |
| 2022 | 10.406    |       |      |

Quelle: IBGE (2011) und Volkszählung 2022

### Ethnische Zusammensetzung
| Gruppe * | 1991    | 2000    | 2010    | wer sich als …                                                                   |
| --- | ------- | ------- | ------- | -------------------------------------------------------------------------------- |
| Weiße | 69,0 %  | 62,0 %  | 60,8 %  | weiß bezeichnet                                                                  |
| Schwarze | 4,1 %   | 4,5 %   | 5,3 %   | schwarz bezeichnet                                                               |
| Gelbe | 8,5 %   | 6,9 %   | 5,9 %   | von fernöstlicher Herkunft wie japanisch, chinesisch, koreanisch etc. bezeichnet |
| Braune | 18,4 %  | 26,3 %  | 27,9 %  | braun oder als Mischung aus mehreren Gruppen bezeichnet                          |
| Indigene | 0,0 %   | 0,2 %   | 0,1 %   | Ureinwohner oder Indio bezeichnet                                                |
| ohne Angabe | 0,0 %   | 0,1 %   | 0,0 %   |                                                                                  |
| Gesamt | 100,0 % | 100,0 % | 100,0 % |                                                                                  |
| *) Das IBGE verwendet für Volkszählungen ausschließlich diese fünf Gruppen. Es verzichtet bewusst auf Erläuterungen. Die Zugehörigkeit wird vom Einwohner selbst festgelegt. |         |         |         |                                                                                  |

Quelle: IBGE (Stand: 1991, 2000 und 2010)